# Лелла Ломбарді
Марія Гра́ція Ломба́рді, відома як Ле́лла Ломба́рді (італ. Maria Grazia "Lella" Lombardi; 26 березня 1941, Фругароло, Алессандрія — 3 березня 1992, Мілан) — італійська автогонщиця, пілотеса «Формули-1». Станом на 2019 рік була єдиною жінкою, що набирала очки у залік чемпіонату світу «Формули-1». У 1989 заснувала власну команду «Lombardi Autosport» для участі в автомобільних перегонах.

## Біографія

### Ранні роки
У дитинстві займалася спортом, грала у гандбол. Пізніше проявила інтерес до автогонок, спочатку брала участь у ралі в ролі штурмана.
Згодом почала змагатись в італійських кузовних і формульних чемпіонатах під ім'ям «Лелла», яке було її дитячим прізвиськом. Вигравши чемпіонат Мексики у «Формулі-Форд», за спонсорської підтримки «Shell» перейшла у 1974 році до британської «Формули-5000».
У «Формулі-1» дебютувала 20 липня 1974 року на Гран-прі Великої Британії у приватній команді «Еллайед Полімер Груп» за кермом автомобіля «Бребем BT42». Дебют у чемпіонаті світу не був вдалим: Лелла Ломбарді не змогла пройти кваліфікацію, запам'яталася лише незвичайним стартовим номером 208. Він був присвоєний на прохання одного зі спонсорів Ломбарді, радіостанції з Люксембурга, що транслювала своє мовлення на частоті AM 208 кГц, і досі цей номер є найбільшим за всю історію чемпіонатів «Формули-1».
У 1975 році Ломбарді змогла провести повний сезон у чемпіонаті в команді «March Engineering».

### Успіх
Восени 1974 року Лелла Ломбарді познайомилась з італійським аристократом і мультимільйонером, графом Вітторіо Заноном, що вирішив профінансувати її участь у наступному чемпіонаті — і у 1975-му сіла за кермо заводського March 741, склавши пару Вітторіо Брамбілле. На Гран-прі Південної Африки на трасі К'яламі вона пройшла кваліфікацію, але не змогла фінішувати через поламку двигуна. Другими перегонами у кар'єрі Ломбарді був Гран-прі Іспанії 1975 року, що проводився на міській трасі Монжуїк-Парк у Барселоні. На першому етапі чемпіонату в ПАР вона не змогла проявити себе, посіла останнє місце на стартовій решітці і в перегонах не дісталася фінішу. Результат в Іспанії спочатку також був невиразним: у кваліфікації Ломбарді посіла 24-е місце, обійшовши лише Артуро Мерцаріо з команди «Вільямс» (результат Емерсона Фіттіпальді, що повільно проїхав своє кваліфікаційне коло на знак протесту проти низької безпеки траси, враховувати не варто). Однак, щойно розпочалася гонка, як караван машин почав стрімко рідіти: уже на старті зіткнулися Маріо Андретті та Нікі Лауда, Артуро Мерцаріо і Вілсон Фіттіпальді заїхали до боксів й припинили участь у перегонах, а два кола по тому зійшли ще три гонщики. Численні аварії та сходи з дистанції привели до того, що Лелла Ломбарді після першої третини гонки посідала місце у першій десятці гонщиків.
Гран-прі Іспанії 1975 року закінчився на 29 колі, після того як чотири кола перед тим лідер гонки Рольф Штоммелен вилетів з траси, в результаті чого загинули 5 глядачів. На момент зупинки перегонів Лелла Ломбарді йшла на шостому місці, що давало їй одне очко до заліку чемпіонату світу, але, так як гонщики пройшли менше двох третин дистанції, за правилами їм було нараховано половину набраних очок. У цих перегонах Лелла Ломбарді встановила нове найвище досягнення жінок у перегонах Формули-1 (попереднє було встановлене Марією Терезою де Філліпіс, що посіла на Гран-прі Бельгії 1958 року 10-е місце). Вона досі залишається єдиною жінкою, що зуміла набрати очки у залік чемпіонату світу «Формули-1».

### Подальша кар'єра
У наступних перегонах сезону 1975 року Лелла Ломбарді лиш ще раз зуміла проявити себе, виборовши сьоме місце у Гран-прі Німеччини. У 1976 році вона провела у команді «March Engineering» лише стартову гонку сезону, після чого її замінили на Ронні Петерсона. У середині сезону взяла участь у трьох Гран-прі у складі команди RAM Racing (двічі не пройшла кваліфікацію і один раз стартувала, посівши у гонці 12-е місце)
Після завершення у 1976 році кар'єри у «Формулі-1», брала участь у кузовних гонках, виборола 31-е місце у перегонах NASCAR у 1977 році, потім стартувала в різних гонках спортпрототипів, Європейському чемпіонату турингових автомобілів, ДТМ.
Крім декількох менш значимих перемог («Ignazio Giunti Trophy» 1979, «Ore di Mugello», 1981), її найвищим успіхом було друге місце у раунді Чемпіонату світу спортивних автомобілів 1000 км Монца у 1981-му де вона виступила у парі з Джорджо Франча на прототипі «Osella-BMW».
Лелла Ломбарді закінчила виступи в автоперегонах у 1988. У 1989 вона заснувала власну команду під назвою «Lombardi Autosport» для участі в автомобільних перегонах.
Померла у 1992 році від раку. Її партнерка, Фіоренца, пережила її.

## Особисте життя
Лелла Ломбарді була однією з перших жінок-гонщиць, які перебували у відкритих одностатевих стосунках.

## Результати перегонів у Формулі-1
| Приклад      | Опис                                                              |
| ------------ | ----------------------------------------------------------------- |
| 1            | Переможець                                                        |
| 2            | Друге місце                                                       |
| 3            | Третє місце                                                       |
| 5            | Фінішував у очковій зоні                                          |
| 12           | Фінішував поза очковою зоною                                      |
| НКЛ          | Фінішував, але не класифікований                                  |
| Схід         | Не фінішував і не класифікований                                  |
| НКВ          | Не кваліфікований                                                 |
| НПКВ         | Не передкваліфікований                                            |
| ДСК          | Дискваліфікований                                                 |
| ТТР          | Брав участь тільки в тренуваннях                                  |
| тест         | Тестер по п'ятницях (з 2003 року)                                 |
| НС           | Брав участь у Гран-прі як бойовий пілот, але не стартував у гонці |
| Т            | Травмований чи хворий                                             |
| Викл         | Виключений із протоколу                                           |
| Від          | Відмова від участі                                                |
| НТР          | Не брав участі в тренуваннях                                      |
| НПР          | Не прибув на Гран-прі                                             |
| С            | Гонка скасована                                                   |
|              | Не брав участі                                                    |
| Жирний шрифт | Поул-позиція                                                      |
| Курсив       | Швидке коло                                                       |

| Рік  | Команда                    | Шасі          | Двигун                   | 1      | 2   | 3        | 4     | 5       | 6        | 7        | 8      | 9       | 10       | 11     | 12     | 13       | 14      | 15  | 16  | WDC  | Очки |
| ---- | -------------------------- | ------------- | ------------------------ | ------ | --- | -------- | ----- | ------- | -------- | -------- | ------ | ------- | -------- | ------ | ------ | -------- | ------- | --- | --- | ---- | ---- |
| 1974 | Allied Polymer Group       | Бребем BT42   | Ford Cosworth DFV 3.0 V8 | АРГ    | БРА | ПАР      | ІСП   | БЕЛ     | МОН      | ШВЕ      | НІД    | ФРА     | ВЕЛ НКВ  | НІМ    | АВТ    | КАН      | ІТА     | США |     | NC   | 0    |
| 1975 | March Engineering          | March 741     | Ford Cosworth DFV 3.0 V8 | АРГ    | БРА | ПАР Схід |       |         |          |          |        |         |          |        |        |          |         |     |     | 21st | 0.5  |
| 1975 | Lavazza March              | March 751     | Ford Cosworth DFV 3.0 V8 |        |     |          | ІСП 6 | МОН НКВ | БЕЛ Схід | ШВЕ Схід | НІД 14 | ФРА 18  | ВЕЛ Схід | НІМ 7  | АВТ 17 | ІТА Схід |         |     |     | 21st | 0.5  |
| 1975 | Frank Williams Racing Cars | Williams FW04 | Ford Cosworth DFV 3.0 V8 |        |     |          |       |         |          |          |        |         |          |        |        |          | США НКВ |     |     | 21st | 0.5  |
| 1976 | Lavazza March              | March 761     | Ford Cosworth DFV 3.0 V8 | БРА 14 | ПАР | СШЗ      | ІСП   | БЕЛ     | МОН      | ШВЕ      | ФРА    |         |          |        |        |          |         |     |     | NC   | 0    |
| 1976 | RAM Racing з Lavazza       | Brabham BT44B | Ford Cosworth DFV 3.0 V8 |        |     |          |       |         |          |          |        | ВЕЛ НКВ | НІМ НКВ  | АВТ 12 | НІД    | ІТА      | КАН     | США | ЯПО | NC   | 0    |